# Authe
Authe ist eine französische Gemeinde mit 93 Einwohnern (Stand 1. Januar 2022) im Département Ardennes in der Region Grand Est (vor 2016 Champagne-Ardenne). Sie gehört zum Arrondissement Vouziers, zum Kanton Vouziers und zum Gemeindeverband Argonne Ardennaise.

## Geografie
Die Gemeinde Authe liegt 16 Kilometer nordöstlich von Vouziers. Der Fluss Bar bildet sie südwestliche Gemeindegrenze. Umgeben wird Authe von den Nachbargemeinden Brieulles-sur-Bar im Norden, Saint-Pierremont im Nordosten, Autruche im Osten und Südosten, Germont im Süden sowie Belleville-et-Châtillon-sur-Bar im Westen.

## Bevölkerungsentwicklung

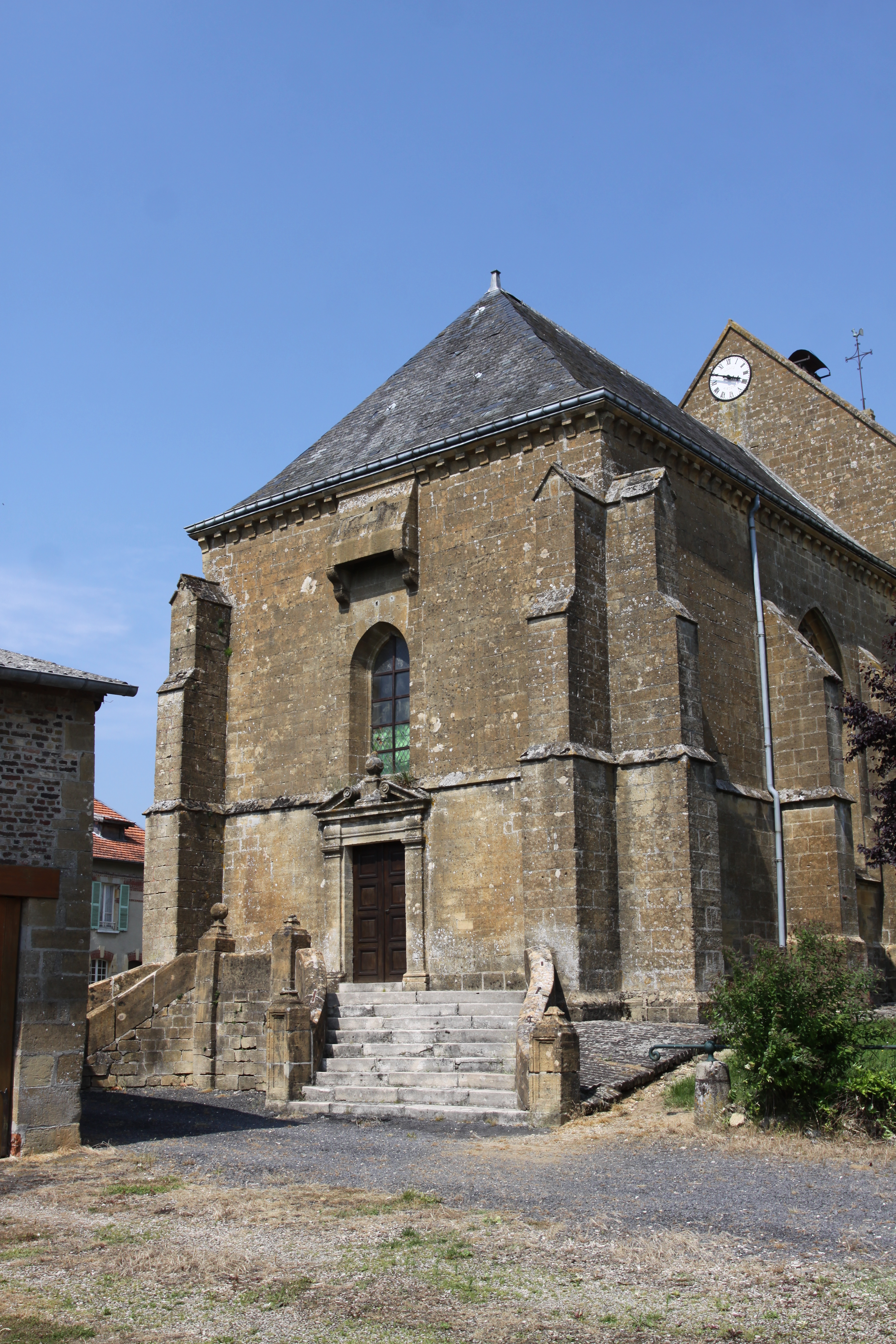
Kirche Saint-Martin

| Jahr                       | 1962 | 1968 | 1975 | 1982 | 1990 | 1999 | 2006 | 2019 |
| Einwohner                  | 143  | 125  | 96   | 87   | 83   | 94   | 93   | 90   |
| Quellen: Cassini und INSEE |      |      |      |      |      |      |      |      |

## Sehenswürdigkeiten
- Wehrkirche Saint-Martin, erbaut im 14. Jahrhundert, Monument historique seit 1920[1]